# ATP de Xangai
O Rolex Shanghai Masters é um torneio de tênis masculino anual disputado em Shanghai, na China, e desde 2009 é o oitavo e penúltimo torneio ATP Masters 1000 do circuito ATP da temporada. Como evento dessa categoria, foi substituto do ATP de Hamburgo, rebaixado a ATP 500. No geral, abrigou os atletas masculinos de 1996 a 2004, pulando 2002, na categoria International.

## Finais

### Simples
| Ano                                                                   | Campeão            | Vice-campeão          | Resultado      |
| --------------------------------------------------------------------- | ------------------ | --------------------- | -------------- |
| 2024                                                                  | Jannik Sinner      | Novak Djokovic        | 7–64, 6–3      |
| 2023                                                                  | Hubert Hurkacz     | Andrey Rublev         | 6–3, 3–6, 7–68 |
| Torneio não realizado entre 2020 e 2022 devido à pandemia de COVID-19 |                    |                       |                |
| 2019                                                                  | Daniil Medvedev    | Alexander Zverev      | 6–4, 6–1       |
| 2018                                                                  | Novak Djokovic     | Borna Ćorić           | 6–3, 6–4       |
| 2017                                                                  | Roger Federer      | Rafael Nadal          | 6–4, 6–3       |
| 2016                                                                  | Andy Murray        | Roberto Bautista      | 7–61, 6–1      |
| 2015                                                                  | Novak Djokovic     | Jo-Wilfried Tsonga    | 6–2, 6–4       |
| 2014                                                                  | Roger Federer      | Gilles Simon          | 7–66, 7–62     |
| 2013                                                                  | Novak Djokovic     | Juan Martín del Potro | 6–1, 3–6, 7–6  |
| 2012                                                                  | Novak Djokovic     | Andy Murray           | 5–7, 7–6, 6–3  |
| 2011                                                                  | Andy Murray        | David Ferrer          | 7–5, 6–4       |
| 2010                                                                  | Andy Murray        | Roger Federer         | 6–3, 6–2       |
| 2009                                                                  | Nikolay Davydenko  | Rafael Nadal          | 7–63, 6–3      |
| Torneio não realizado entre 2005 e 2008                               |                    |                       |                |
| 2004                                                                  | Guillermo Cañas    | Lars Burgsmüller      | 6–1, 6–0       |
| 2003                                                                  | Mark Philippoussis | Jiří Novák            | 6–2, 6–1       |
| Torneio não realizado em 2002                                         |                    |                       |                |
| 2001                                                                  | Gustavo Kuerten    | Michel Kratochvil     | 6–3, 6–4       |
| 2000                                                                  | Gustavo Kuerten    | Sjeng Schalken        | 6–4, 6-1       |
| 1999                                                                  | Gustavo Kuerten    | Marcelo Ríos          | 6-0, 6-4       |
| 1998                                                                  | Michael Chang      | Goran Ivanišević      | 4–6, 6–1, 6–2  |
| 1997                                                                  | Ján Krošlák        | Alexander Volkov      | 6–2, 7–6       |
| 1996                                                                  | Andrei Olhovskiy   | Mark Knowles          | 7–6, 6–2       |

### Duplas
| Ano                                                                   | Campeões                            | Vice-campeões                           | Resultado          |
| --------------------------------------------------------------------- | ----------------------------------- | --------------------------------------- | ------------------ |
| 2024                                                                  | Wesley Koolhof Nikola Mektić        | Máximo González Andrés Molteni          | 6–4, 6–4           |
| 2023                                                                  | Marcel Granollers Horacio Zeballos  | Rohan Bopanna Matthew Ebden             | 5–7, 6–2, [10–7]   |
| Torneio não realizado entre 2020 e 2022 devido à pandemia de COVID-19 |                                     |                                         |                    |
| 2019                                                                  | Mate Pavić Bruno Soares             | Łukasz Kubot Marcelo Melo               | 6–4, 6–2           |
| 2018                                                                  | Łukasz Kubot Marcelo Melo           | Jamie Murray Bruno Soares               | 6–4, 6–2           |
| 2017                                                                  | Henri Kontinen John Peers           | Łukasz Kubot Marcelo Melo               | 6–4, 6–2           |
| 2016                                                                  | John Isner Jack Sock                | Henri Kontinen John Peers               | 6–4, 6–4           |
| 2015                                                                  | Raven Klaasen Marcelo Melo          | Simone Bolelli Fabio Fognini            | 6–3, 6–3           |
| 2014                                                                  | Mike Bryan Bob Bryan                | Julien Benneteau Edouard Roger-Vasselin | 6–3, 7–63          |
| 2013                                                                  | Marcelo Melo Ivan Dodig             | Fernando Verdasco David Marrero         | 7–62, 66–7, [10–2] |
| 2012                                                                  | Radek Stepanek Leander Paes         | Mahesh Bhupathi Rohan Bopanna           | 76–7, 6–3, [10–5]  |
| 2011                                                                  | Max Mirnyi Daniel Nestor            | Michaël Llodra Nenad Zimonjić           | 3–6, 6–1, [12–10]  |
| 2010                                                                  | Jürgen Melzer Leander Paes          | Mariusz Fyrstenberg Marcin Matkowski    | 7–5, 4–6, [10–5]   |
| 2009                                                                  | Julien Benneteau Jo-Wilfried Tsonga | Mariusz Fyrstenberg Marcin Matkowski    | 6–2, 6–4           |
| Torneio não realizado entre 2005 e 2008                               |                                     |                                         |                    |
| 2004                                                                  | Jared Palmer Pavel Vízner           | Rick Leach Brian MacPhie                | 4–6, 7–64, 7–611   |
| 2003                                                                  | Wayne Arthurs Paul Hanley           | Zeng Shaoxuan Zhu Benqiang              | 6–2, 6–4           |
| Torneio não realizado em 2002                                         |                                     |                                         |                    |
| 2001                                                                  | Byron Black Thomas Shimada          | John-Laffnie de Jager Robbie Koenig     | 6–2, 3–6, 7–5      |
| 2000                                                                  | Paul Haarhuis Sjeng Schalken        | Petr Pála Pavel Vízner                  | 6–2, 3–6, 6–4      |
| 1999                                                                  | Sébastien Lareau Daniel Nestor      | Todd Woodbridge Mark Woodforde          | 7–5, 6–3           |
| 1998                                                                  | Mahesh Bhupathi Leander Paes        | Todd Woodbridge Mark Woodforde          | 6–4, 6–7, 7–6      |
| 1997                                                                  | Max Mirnyi Kevin Ullyett            | Tomas Nydahl Stefano Pescosolido        | 7–6, 6–7, 7–5      |
| 1996                                                                  | Mark Knowles Roger Smith            | Jim Grabb Michael Tebbutt               | 4–6, 6–2, 7–6      |